# 沃尔马里·伊索-霍洛
沃尔马里·伊索-霍洛（芬蘭語：Volmari Iso-Hollo，1907年1月5日—1969年6月23日），芬兰男子田径运动员。他曾代表芬兰参加1932年和1936年夏季奥林匹克运动会田径比赛，获得二枚金牌、一枚银牌和一枚铜牌。